# بنی عمار
بنی عمار روستائی است در مصر، نزدیک طهطا. مردمانش کشاورزند. بسیاری از ایشان به دیگر جاها کوچ کرده‌اند، به ویژه قاهره. نام این روستا در کتاب Description de l'Égypte که توسط یکی از هم راهان ناپلئون نوشته شده، آورده شده‌است. روز ملی سوهاگ (۱۰ آوریل ۱۷۹۹) تا اندازه ای وابسته به تاریخ ایشان است.